# Piptadeniastrum africanum
Piptadeniastrum africanum là một loài thực vật có hoa trong họ Đậu. Loài này được (Hook.f.) Brenan miêu tả khoa học đầu tiên.

## Hình ảnh

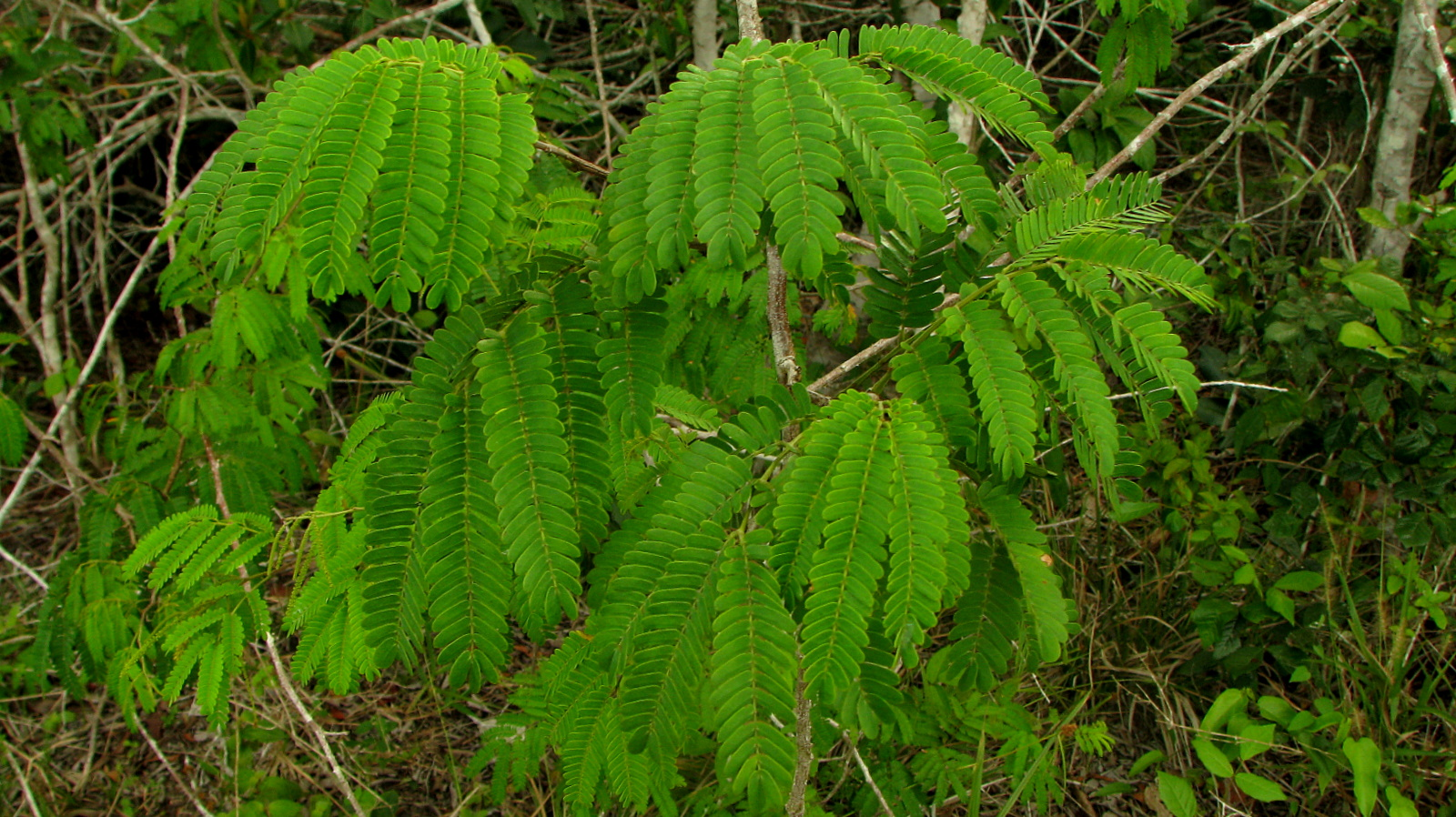
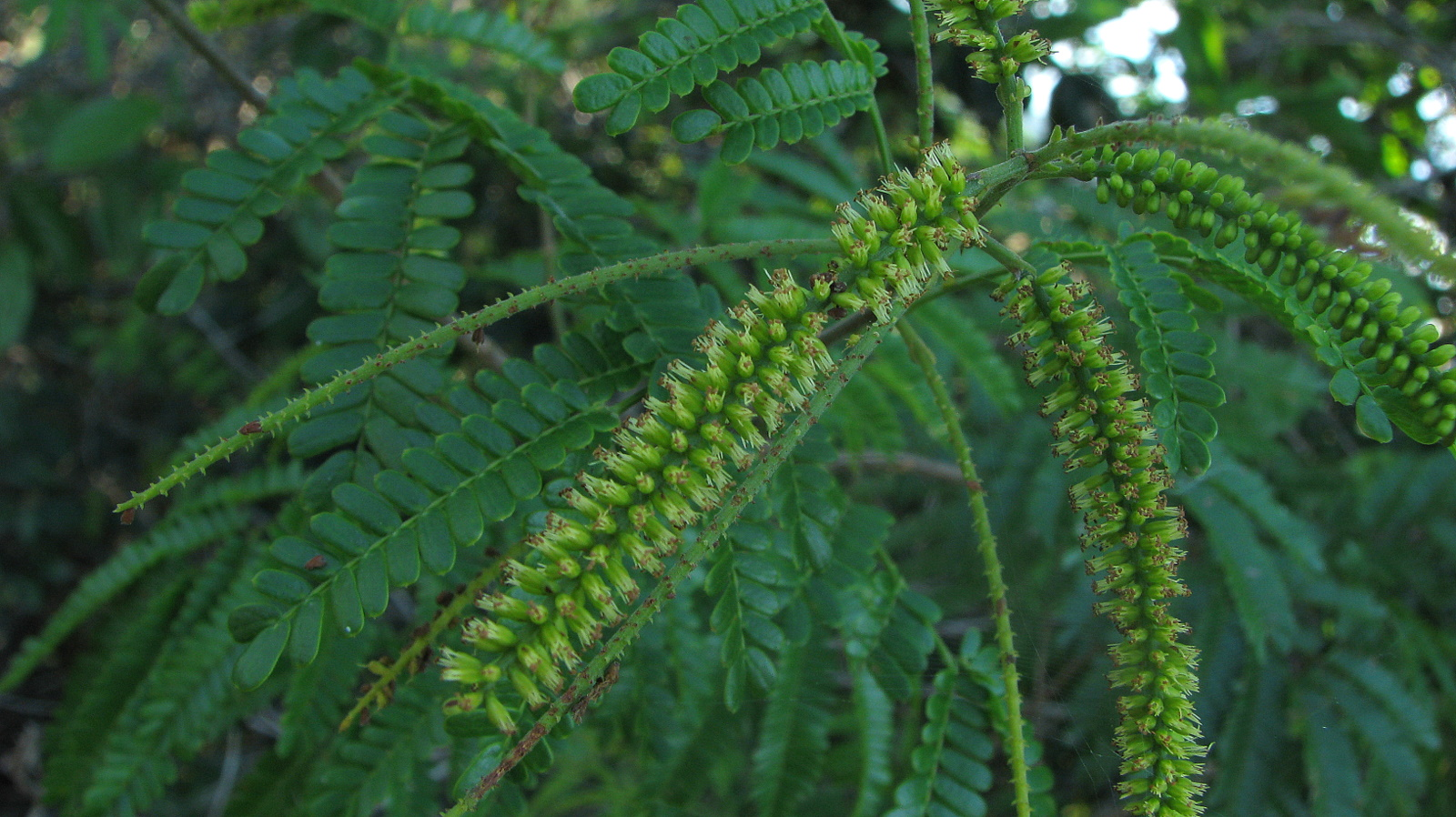
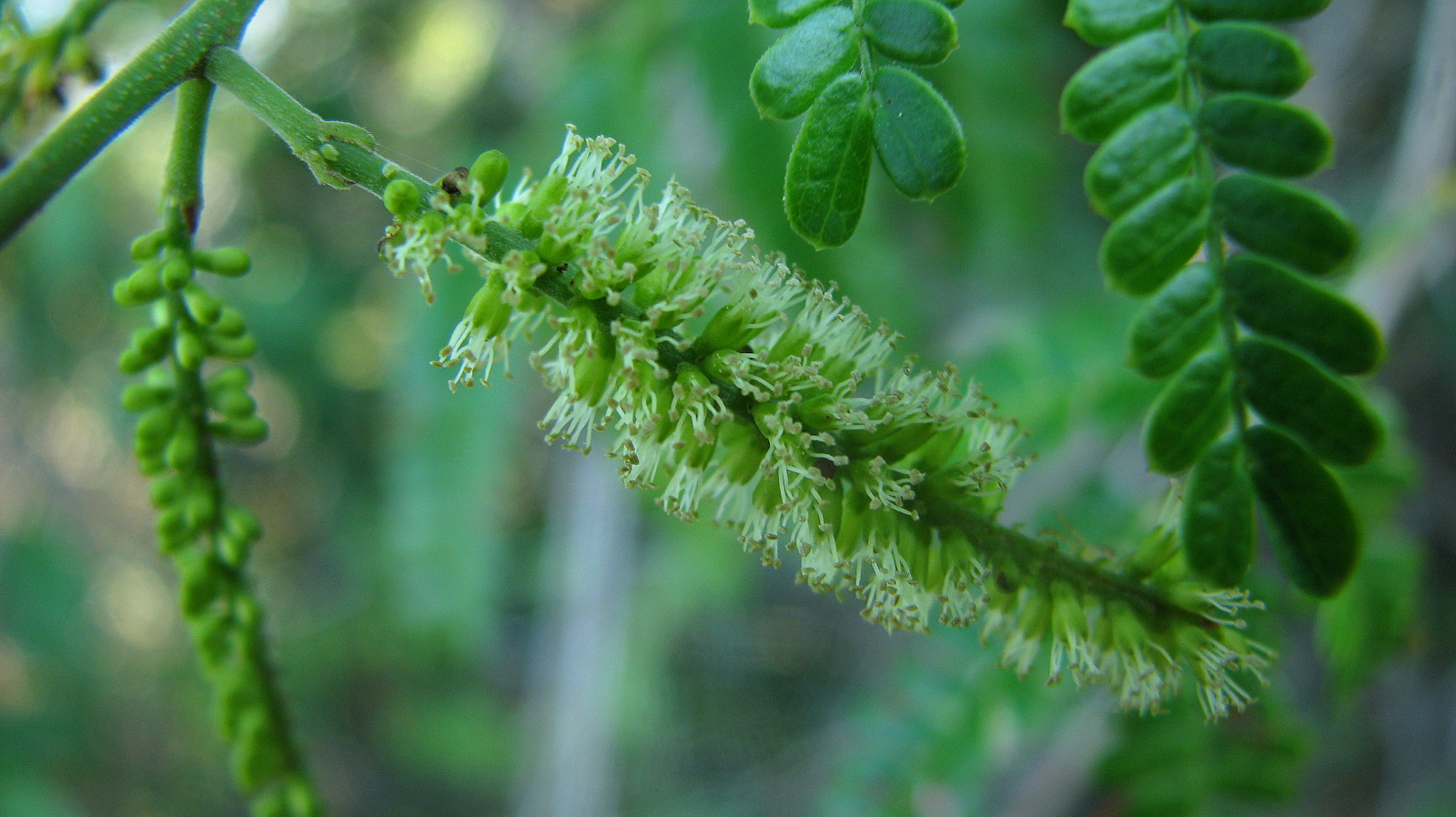